# آنداری سیاهپیترا
آنداری سیاهپیترا (به انگلیسی: Andri Syahputra)، زاده ۲۹ ژوئن ۱۹۹۹ در لهوکیسماوه) یک بازیکن فوتبال اهل اندونزی است که در تیم الغرافه در لیگ ستارگان فوتبال قطر بازی می‌کند. وی سابقه بازی در الخور را دارد. شماره پیراهن او ۲۹ است.